# Pseudogmothela jagoi
Pseudogmothela jagoi är en insektsart som beskrevs av Roger Roy 2002. Pseudogmothela jagoi ingår i släktet Pseudogmothela och familjen gräshoppor. Inga underarter finns listade i Catalogue of Life.